# Мишель, Клод (футболист)
Клод Мишель (фр. Claude «Coco» Michel; род. 24 апреля 1971, Каре-Плугер, Бретань, Франция) — французский футболист, выступавший на позиции опорного полузащитника.

## Карьера
Начинал играть за команду коммуны Ростренен, недалеко от родного Каре-Плугера. В возрасте 15 лет присоединился к «Генгаму», где начал играть на профессиональном уровне и провёл всю игровую карьеру, вместившую 7 сезонов в Лиге 1 и 5 — в Лиге 2. В Лиге 1 провёл 229 матчей, дебютировав 19 июля 1995 года в игре 1-го тура чемпионата 1995/96 против «Мартига» (2:0). В мае того же года — автор решающего мяча в борьбе за выход в высший дивизион в ворота «Тулузы». Играл в Кубке Интертото 1996 (8 матчей) и 2003 (2 матча), Кубке УЕФА (1996; 2 матча), финале Кубка Франции (1997). Всего во всех турнирах отыграл за «Генгам» 438 матчей, забил 6 мячей.
21 мая 1998 года сыграл за сборную Бретани в матче против команды Камеруна (1:1).
После завершения игровой карьеры остался в системе «Генгама», работал тренером, входил в тренерский штаб главной команды, возглавлял вторую команду. В 2017 году, после 31 года нахождения в структуре «Генгама», покинул клуб и стал директором футбольного центра по подготовке игроков в Плуфрагане.
Супруга — Магали Дюваль. Сын Орельен в январе 2023 года был обвинён в организации мошенничества с криптовалютой на сумму 2,7 миллиона евро.